# Uri Huppert
Uri Jerzy Huppert, hebr. ‏אורי הופרט‎ (ur. 17 lipca 1932 w Bielsku-Białej, zm. 5 listopada 2023 w Jerozolimie) – izraelsko-polski prawnik i adwokat, pisarz, dziennikarz i działacz polityczny, doktor nauk humanistycznych.

## Życiorys
Urodził się w Bielsku-Białej w zasymilowanej rodzinie żydowskiej jako syn dr. Ignacego Wincentego Hupperta, adwokata, legionisty i kapitana Wojska Polskiego, zamordowanego przez Niemców w 1942 roku, oraz Teresy Huppert z domu Seliger. Podczas II wojny światowej ukrywał się – wraz z matką – pod fałszywym nazwiskiem Jerzy Halecki. Czasowo, dzięki pomocy Mariana Gołębiowskiego, zamieszkiwali w willi Zamek w Rytrze koło Nowego Sącza. Teresa zarabiała na utrzymanie pracując jako tłumaczka z języka niemieckiego dla Organisation Todt i jednocześnie współpracując z AK, została zaaresztowana przez Gestapo w Nowym Sączu i zwolniona dzięki wstawiennictwu Jadwigi Wolskiej, która otrzymała pośmiertnie odznaczenie Sprawiedliwego wśród Narodów Świata.
Po zakończeniu wojny Uri Huppert zamieszkał we Wrocławiu, gdzie w 1950 zdał maturę, po czym wraz z matką wyemigrował do Izraela. Tam ukończył studia prawnicze na Uniwersytecie Hebrajskim w Jerozolimie, po których pełnił ważne funkcje w izraelskim Ministerstwie Spraw Zagranicznych. W 1973 został radnym miasta Jerozolimy.
W 2007 roku na Wydziale Dziennikarstwa i Nauk Politycznych Uniwersytetu Warszawskiego uzyskał stopień doktora nauk humanistycznych w zakresie nauk o polityce na podstawie napisanej pod kierunkiem Leonarda Łukaszuka rozprawy pt. Współczesne Państwo Izraela a problemy ortodoksji religijnej.
Jako prezes Ligi do Walki z Przymusem Religijnym występował w wielu procesach związanych z nietolerancją religijną. Wykładał na Uniwersytecie Stanowym w Cleveland w Ohio. Był komentatorem BBC w języku polskim na Bliskim Wschodzie. Prowadził kancelarię adwokacką w Jerozolimie.
Od 1989 roku regularnie odwiedzał Polskę. Publikował m.in. w „Gazecie Wyborczej” i „Midraszu”.

## Wybrane publikacje
- Izrael. Rabini i heretycy (1992)
- Izrael na rozdrożu (2001)
- Podróż do źródeł pamięci (2004)
- Izrael w cieniu fundamentalizmów (2007) – poprawione i zmienione wydanie książki Izrael na rozdrożu